# Smíšený přezvědný oddíl
Smíšený přezvědný oddíl (SPO) byla jednotka určená k průzkumu, případně jako pohyblivá záloha v rámci pěších divizí prvorepublikové československé armády a čs. zahraniční armády ve Francii.
Byl tvořen velitelstvím, jezdeckou eskadronou (4 jezdecké čety, jezdecká kulometná četa), cyklistickou rotou (4 cyklistické čety, kulometné družstvo), četou lehkých tanků (3 vozidla) a zákopnickou četou. Za mobilizace v roce 1938 byly některé SPO vybaveny z důvodu nedostatku tanků pouze 1-2 četami tančíků nebo zůstaly zcela bez obrněných vozidel.
Obdobnou roli jako SPO plnily u rychlých divizí motorizované přezvědné oddíly.